# The Town of Light
The Town of Light è un videogioco thriller psicologico sviluppato e pubblicato da LKA, una compagnia indipendente italiana con base a Firenze.
Il videogioco è stato distribuito il 26 febbraio 2016 sulla piattaforma digitale Steam. La prima versione è stata pubblicata per PC il 26 febbraio 2016, una nuova versione con migliorie e aggiunte è stata pubblicata il 6 giugno 2017 per PC (aggiornamento gratuito), PlayStation 4  e Xbox One sia in versione digitale che in versione fisica grazie alla collaborazione con Wired Production e THQ Nordic.
A partire dall'aggiornamento del 9 maggio 2016, The Town of Light supporta la tecnologia di realtà virtuale Oculus Rift.

## Trama
La trama del gioco è basata su ampie ricerche e si ispira a fatti realmente accaduti.
La vicenda ha luogo nel 2016 nell'ex-manicomio di Volterra, dove la protagonista Renée, un tempo paziente dell'istituto, torna per scoprire la verità che si nasconde in quel luogo. Esplorando i luoghi ormai decadenti e dimessi in cui ha trascorso la maggior parte della sua giovinezza, Renée vede diventare sempre più nitidi i fantasmi del proprio passato. Il giocatore viene quindi a sapere che appena sedicenne venne strappata dalla sua vita, internata e privata di tutto, con la sola colpa di non aver trovato il suo posto nel mondo. Accusata di avere un comportamento senza regole dannoso per sé stessa e per gli altri, Renée venne affidata contro la sua volontà alle cure degli infermieri dell'istituto psichiatrico.
Attraverso i ricordi della giovane protagonista vengono riportate alla luce le condizioni in cui sia lei che gli altri pazienti venivano tenuti all'interno del manicomio. La stessa Renée vive diverse esperienze traumatiche tra cui una violenza sessuale da parte di uno sconosciuto, la separazione dalla sua amica Amara, un aborto indotto, la morte della madre, la lobotomia transorbitale e l'elettroshock.
Sul sito ufficiale della produzione è possibile leggere in inglese il diario di Renée, che va a chiarire ulteriormente alcuni punti oscuri della storia della protagonista e degli eventi che l'hanno condotta alla sua reclusione in manicomio.

## Personaggi
- Renée T.: la protagonista del gioco. Si tratta di una ragazza psicologicamente turbata che non riesce a superare le proprie paure e parla di sé stessa in terza persona. All'interno del manicomio viene continuamente spostata dal reparto Semiagitate al reparto Tranquille. Alla fine del gioco, a soli 23 anni, la ragazza subisce una lobotomia transorbitale.
- Charlotte: la bambola donata dalla madre a Renée quando era bambina. Per la protagonista Charlotte non era un semplice bambola, era anche la sua migliore e unica amica: infatti Renée parlava con lei come se fosse una persona vera confidandole tutto ciò che avrebbe voluto dire alla madre.
- Amara B.: l'amica/amante di Renée. Si tratta di una donna di 32 anni, che viene ricoverata di frequente all'ospedale psichiatrico e muore di tubercolosi.
- Ada T.: la madre di Renée, una casalinga preoccupata per le sorti della figlia ricoverata in manicomio. Ada muore senza aver più rivisto la figlia e queste avvenimento spingerà Renée a tentare il suicidio, ma senza successo.
- Onofrio P.: amico di famiglia di Renée.

## Modalità di gioco
The Town of Light è un indie horror di tipo psicologico, con visuale di gioco in prima persona. La voce narrante della protagonista, Renée, accompagna attraverso i livelli del gioco. Lo scopo è quello di esplorare le stanze e l'esterno del manicomio alla ricerca dei suoi ricordi, tramite i quali è possibile rivivere le terribili condizioni a cui i pazienti erano sottoposti all'interno dell'istituto. Negli ambienti si possono infatti trovare vecchi documenti, disegni e oggetti che introducono storie parallele sulla follia e gli orrori della struttura contenitiva.
Il titolo è strutturato come un’avventura grafica punta e clicca in soggettiva, sullo stile di Syberia. A differenza però di altri titoli appartenenti a questa categoria, lo svolgimento si basa per lo più sull’esplorazione dei luoghi, piuttosto che sulla risoluzione di enigmi, che spesso si rilevano essere facili per il giocatore. Il gameplay è abbastanza semplice, non comporta azioni veloci o complicate e l’interattività, senza la presenza di un inventario, è limitata all’utilizzo di alcuni oggetti in grado di sbloccare i ricordi della protagonista. Inoltre, per il giocatore non risulta arduo avanzare attraverso i quindici capitoli del gioco poiché basta prestare attenzione alle parole della protagonista per cogliere informazioni sulla prossima area da esplorare, e, nel caso in cui si rimanga bloccati, è possibile utilizzare dei suggerimenti utili per proseguire nell’avventura. Questo tipo di gameplay è alternato, soprattutto nella seconda metà dell'avventura, da un tipo di giocabilità incentrata nel chiedere all’utente di spostarsi da un punto A a un punto B in modo da far attivare l’evento successivo.
Il ritmo del gioco è piuttosto moderato e questo permette di seguire senza momenti di distrazione il filo della narrazione, che costituisce il pilastro centrale dell'intera esperienza videoludica. L'avventura dura circa due ore ma alcuni capitoli possono essere rigiocati per assistere a versioni differenti della storia, delle piccole deviazioni della trama che portano comunque agli stessi snodi narrativi ma attraverso punti di vista differenti. La vicenda viene infatti plasmata grazie ad un sistema di scelte multiple, che permette di sbloccare due diversi finali della storia a seconda delle azioni compiute.

## Ambientazioni
Il gioco è totalmente ambientato all'interno e negli ambienti circostanti dell'ex-manicomio di Volterra, chiuso a causa della Legge Basaglia, promulgata nel 1978 dal governo italiano, che stabiliva la chiusura di tutti gli istituti psichiatrici e la restituzione dei diritti civili ai pazienti. Il giocatore si trova così ad esplorare quello che è rimasto del vecchio manicomio, che ad oggi versa in stato di totale abbandono.
Per ricreare l'atmosfera lugubre e destabilizzante del luogo abbandonato, il team di sviluppo ha condotto nei resti del manicomio numerosi sopralluoghi che hanno portato alla creazione attraverso l'engine Unity di un'immagine realistica degli ambienti desolanti e opprimenti. L'edificio è stato infatti riprodotto in modo estremamente dettagliato ed è possibile visitare tutti i reparti del padiglione Charcot, dalle cucine alle docce, sino agli uffici del personale sanitario. Inoltre, i tanti ambienti esplorabili sono ricolmi di oggetti che sono testimonianze delle vite dagli ex-pazienti.
Il titolo del videogioco, The Town of Light, ovvero “il Paese della Luce”, si ispira al nome con cui una paziente schizofrenica del manicomio di Volterra si riferiva all'istituto in cui era stata rinchiusa. Dal suo punto di vista la perdita di realtà era collegata ad una visione di luce intensa e ossessionante, una insopportabile privazione del buio.
Gli esterni ruotano intorno ai padiglioni Ferri, Charcot e Maragliano ricostruiti con cura maniacale e un rendering fedele alla realtà del luogo. Gli interni invece sono stati arredati e ristrutturati a seconda delle esigenze narrative ma sempre tentando di mantenere una credibilità storica. Il manicomio videoludico risulta pertanto credibile e piuttosto fedele alla controparte originale, sebbene la sua ricostruzione non sia esatta, dal momento che la creazione di padiglioni aggiuntivi avrebbe richiesto uno sforzo eccessivo alle forze del piccolo team.

## Colonna sonora
La colonna sonora del gioco è stata realizzata dal compositore Aseptic Void, pseudonimo di Davide Terreni. Tutte le tracce sono disponibili gratuitamente online per chi ha acquistato l'edizione limitata del gioco, mediante il riscatto del codice presente al suo interno.
Indice
- Charcot (4:06)
- The Town of Light Main Theme (1:40)
- Alone (4:20)
- Renèe Tace (2:50)
- Reparto Semi Agitate (1:11)
- Violazione (2:03)
- Ricordi che Emergono (1:36)
- Area Bagni (1:26)
- Docce (1:11)
- Radio (1:49)
- Compagni di Giochi (7:29)
- Dopo il Ricovero (1:02)
- Violin and Decay (2:24)
- Lettera alla Madre (1:29)
- Refettorio (1:48)
- Padiglione Ferri (1:56)
- Incontri (1:35)
- Interno del Primo Reparto (2:09)
- Interno del Secondo Reparto (0:58)
- Elettroshock (1:13)
- Verso il Cimitero (1:12)
- Stanza con Onofrio (1:22)
- Circumspection (8:14)
- Black Toy Box (4:41)
- A Porte Chiuse (1:30)
- Dissolvenza (0:34)

Inoltre, fanno parte della colonna sonora ufficiale:
Il brano "I will find you" di Soley e i due brani Town of Light (1:40) e Riabilitazione (2:40), composti da Alessio Belli e David Antonini.

## Edizione limitata
Oltre alla copia digitale scaricabile tramite il portale di Steam, The Town of Light è stato distribuito in versione limitata in esclusiva presso la catena Gamestop. L'edizione limitata del videogioco include, oltre al disco di gioco:
- Il diario di Renée composto da 52 pagine a colori;
- La piantina del manicomio di Volterra;
- Il codice per riscattare la colonna sonora di The Town of Light.

## Riconoscimenti
- Visuality Award  agli Indie of the Year 2015 - Editors Choice.[11]
- Finalist Gamer's Voice Award agli SXSW.[12]
- “Excellence in Story and Storytelling” ai Game Development Awards 2014.[13]
- “Miglior Realizzazione Artistica” al Premio Drago d'Oro Italiano.[14]

## Hardware
Requisiti minimi:
- OS: Windows 7/8/10 64bit
- Processore: Intel Core i3 o equivalente AMD
- RAM: 4 GB
- Grafica: NVIDIA GeForce GTX 460, AMD Radeon HD 6770 con almeno 1 GB VRAM
- DirectX: Versione 11
- Memoria: 10 GB di spazio disponibile
- Scheda audio: DirectX Compatibile
- Controller supportati: Xbox 360 o Xbox One compatibile

Requisiti consigliati:
- OS: Windows 7/8/10 64bit
- Processore: Intel Core i5 o equivalente AMD
- RAM: 8 GB
- Grafica: NVIDIA GeForce GTX 560, AMD Radeon HD 7790
- DirectX: Versione 11
- Memoria: 10 GB di spazio disponibile
- Scheda audio: DirectX Compatibile
- Controller supportati: Xbox 360 o Xbox One compatibile

## Critica
The Town of Light ha ricevuto giudizi mediamente positivi: su Metacritic il gioco ha ricevuto il punteggio di 64/100; su GameRankings la versione per PC ha ottenuto un punteggio del 61,50%.
| Pubblicazione                          | Voto   |
| -------------------------------------- | ------ |
| Spaziogames su The Town of Light       | 7.0/10 |
| Everyeye su The Town of Light          | 6.0    |
| Multiplayer.it su Town of Light        | 9.0    |
| The Games Machine su The Town of Light | 8.0    |
| Game Spew su The Town of Light         | 8.0    |
| Eurogamer su The Town of Light         | 8.0/10 |
| Games.it su The Town of Light          | 6.4    |
| Gaming Trend su The Town of Light      | 85/100 |
| Destructoid su The Town of Light       | 6.5    |

## Promozione
The Town of Light è stato presentato alla Games Week di Milano con un Trailer Oculus, ovvero un percorso predefinito all'interno del gioco in sedia a rotelle e camicia di forza che permetteva di esplorarne gli ambienti con la vista. Inoltre, allo stand era possibile farsi ritrarre in stile internato dall'artista italiana Arianna Bellucci.
Per un certo periodo di tempo è stato possibile sostenere il gioco tramite una campagna di raccolta fondi su IndieGoGo.